# Ломана маневр
Маневр Ломана — ідея в шаховій композиції етюдного жанру. Суть ідеї — за допомогою жертви тури заманюється король супротивника на певне поле, що дозволяє на наступному ході оголосити йому шах ходом пішака, який в свою чергу звільняє поле, на яке наступним ходом іде король шахуючої сторони і зупиняє просування пішака суперника.

## Історія
У Лондоні в 1916 році проводився сеанс одночасної гри. Суперником тодішнього чемпіона світу Емануїла Ласкера був поки-що невідомий шахіст Р.Й. Ломан. В цій партії Ласкер допустив помилку і Ломан використавши її, провів маневр, який описано нижче.
|   | a | b | c | d | e | f | g | h |   |
| 8 | f8 чорний король · b7 чорний пішак · g7 чорний пішак · h7 білий пішак · a6 чорний пішак · b5 чорний пішак · d5 чорний пішак · g3 білий король · c2 чорна тура · g2 білий пішак · h2 білий пішак | f8 чорний король · b7 чорний пішак · g7 чорний пішак · h7 білий пішак · a6 чорний пішак · b5 чорний пішак · d5 чорний пішак · g3 білий король · c2 чорна тура · g2 білий пішак · h2 білий пішак | f8 чорний король · b7 чорний пішак · g7 чорний пішак · h7 білий пішак · a6 чорний пішак · b5 чорний пішак · d5 чорний пішак · g3 білий король · c2 чорна тура · g2 білий пішак · h2 білий пішак | f8 чорний король · b7 чорний пішак · g7 чорний пішак · h7 білий пішак · a6 чорний пішак · b5 чорний пішак · d5 чорний пішак · g3 білий король · c2 чорна тура · g2 білий пішак · h2 білий пішак | f8 чорний король · b7 чорний пішак · g7 чорний пішак · h7 білий пішак · a6 чорний пішак · b5 чорний пішак · d5 чорний пішак · g3 білий король · c2 чорна тура · g2 білий пішак · h2 білий пішак | f8 чорний король · b7 чорний пішак · g7 чорний пішак · h7 білий пішак · a6 чорний пішак · b5 чорний пішак · d5 чорний пішак · g3 білий король · c2 чорна тура · g2 білий пішак · h2 білий пішак | f8 чорний король · b7 чорний пішак · g7 чорний пішак · h7 білий пішак · a6 чорний пішак · b5 чорний пішак · d5 чорний пішак · g3 білий король · c2 чорна тура · g2 білий пішак · h2 білий пішак | f8 чорний король · b7 чорний пішак · g7 чорний пішак · h7 білий пішак · a6 чорний пішак · b5 чорний пішак · d5 чорний пішак · g3 білий король · c2 чорна тура · g2 білий пішак · h2 білий пішак | 8 |
| 7 | f8 чорний король · b7 чорний пішак · g7 чорний пішак · h7 білий пішак · a6 чорний пішак · b5 чорний пішак · d5 чорний пішак · g3 білий король · c2 чорна тура · g2 білий пішак · h2 білий пішак | f8 чорний король · b7 чорний пішак · g7 чорний пішак · h7 білий пішак · a6 чорний пішак · b5 чорний пішак · d5 чорний пішак · g3 білий король · c2 чорна тура · g2 білий пішак · h2 білий пішак | f8 чорний король · b7 чорний пішак · g7 чорний пішак · h7 білий пішак · a6 чорний пішак · b5 чорний пішак · d5 чорний пішак · g3 білий король · c2 чорна тура · g2 білий пішак · h2 білий пішак | f8 чорний король · b7 чорний пішак · g7 чорний пішак · h7 білий пішак · a6 чорний пішак · b5 чорний пішак · d5 чорний пішак · g3 білий король · c2 чорна тура · g2 білий пішак · h2 білий пішак | f8 чорний король · b7 чорний пішак · g7 чорний пішак · h7 білий пішак · a6 чорний пішак · b5 чорний пішак · d5 чорний пішак · g3 білий король · c2 чорна тура · g2 білий пішак · h2 білий пішак | f8 чорний король · b7 чорний пішак · g7 чорний пішак · h7 білий пішак · a6 чорний пішак · b5 чорний пішак · d5 чорний пішак · g3 білий король · c2 чорна тура · g2 білий пішак · h2 білий пішак | f8 чорний король · b7 чорний пішак · g7 чорний пішак · h7 білий пішак · a6 чорний пішак · b5 чорний пішак · d5 чорний пішак · g3 білий король · c2 чорна тура · g2 білий пішак · h2 білий пішак | f8 чорний король · b7 чорний пішак · g7 чорний пішак · h7 білий пішак · a6 чорний пішак · b5 чорний пішак · d5 чорний пішак · g3 білий король · c2 чорна тура · g2 білий пішак · h2 білий пішак | 7 |
| 6 | f8 чорний король · b7 чорний пішак · g7 чорний пішак · h7 білий пішак · a6 чорний пішак · b5 чорний пішак · d5 чорний пішак · g3 білий король · c2 чорна тура · g2 білий пішак · h2 білий пішак | f8 чорний король · b7 чорний пішак · g7 чорний пішак · h7 білий пішак · a6 чорний пішак · b5 чорний пішак · d5 чорний пішак · g3 білий король · c2 чорна тура · g2 білий пішак · h2 білий пішак | f8 чорний король · b7 чорний пішак · g7 чорний пішак · h7 білий пішак · a6 чорний пішак · b5 чорний пішак · d5 чорний пішак · g3 білий король · c2 чорна тура · g2 білий пішак · h2 білий пішак | f8 чорний король · b7 чорний пішак · g7 чорний пішак · h7 білий пішак · a6 чорний пішак · b5 чорний пішак · d5 чорний пішак · g3 білий король · c2 чорна тура · g2 білий пішак · h2 білий пішак | f8 чорний король · b7 чорний пішак · g7 чорний пішак · h7 білий пішак · a6 чорний пішак · b5 чорний пішак · d5 чорний пішак · g3 білий король · c2 чорна тура · g2 білий пішак · h2 білий пішак | f8 чорний король · b7 чорний пішак · g7 чорний пішак · h7 білий пішак · a6 чорний пішак · b5 чорний пішак · d5 чорний пішак · g3 білий король · c2 чорна тура · g2 білий пішак · h2 білий пішак | f8 чорний король · b7 чорний пішак · g7 чорний пішак · h7 білий пішак · a6 чорний пішак · b5 чорний пішак · d5 чорний пішак · g3 білий король · c2 чорна тура · g2 білий пішак · h2 білий пішак | f8 чорний король · b7 чорний пішак · g7 чорний пішак · h7 білий пішак · a6 чорний пішак · b5 чорний пішак · d5 чорний пішак · g3 білий король · c2 чорна тура · g2 білий пішак · h2 білий пішак | 6 |
| 5 | f8 чорний король · b7 чорний пішак · g7 чорний пішак · h7 білий пішак · a6 чорний пішак · b5 чорний пішак · d5 чорний пішак · g3 білий король · c2 чорна тура · g2 білий пішак · h2 білий пішак | f8 чорний король · b7 чорний пішак · g7 чорний пішак · h7 білий пішак · a6 чорний пішак · b5 чорний пішак · d5 чорний пішак · g3 білий король · c2 чорна тура · g2 білий пішак · h2 білий пішак | f8 чорний король · b7 чорний пішак · g7 чорний пішак · h7 білий пішак · a6 чорний пішак · b5 чорний пішак · d5 чорний пішак · g3 білий король · c2 чорна тура · g2 білий пішак · h2 білий пішак | f8 чорний король · b7 чорний пішак · g7 чорний пішак · h7 білий пішак · a6 чорний пішак · b5 чорний пішак · d5 чорний пішак · g3 білий король · c2 чорна тура · g2 білий пішак · h2 білий пішак | f8 чорний король · b7 чорний пішак · g7 чорний пішак · h7 білий пішак · a6 чорний пішак · b5 чорний пішак · d5 чорний пішак · g3 білий король · c2 чорна тура · g2 білий пішак · h2 білий пішак | f8 чорний король · b7 чорний пішак · g7 чорний пішак · h7 білий пішак · a6 чорний пішак · b5 чорний пішак · d5 чорний пішак · g3 білий король · c2 чорна тура · g2 білий пішак · h2 білий пішак | f8 чорний король · b7 чорний пішак · g7 чорний пішак · h7 білий пішак · a6 чорний пішак · b5 чорний пішак · d5 чорний пішак · g3 білий король · c2 чорна тура · g2 білий пішак · h2 білий пішак | f8 чорний король · b7 чорний пішак · g7 чорний пішак · h7 білий пішак · a6 чорний пішак · b5 чорний пішак · d5 чорний пішак · g3 білий король · c2 чорна тура · g2 білий пішак · h2 білий пішак | 5 |
| 4 | f8 чорний король · b7 чорний пішак · g7 чорний пішак · h7 білий пішак · a6 чорний пішак · b5 чорний пішак · d5 чорний пішак · g3 білий король · c2 чорна тура · g2 білий пішак · h2 білий пішак | f8 чорний король · b7 чорний пішак · g7 чорний пішак · h7 білий пішак · a6 чорний пішак · b5 чорний пішак · d5 чорний пішак · g3 білий король · c2 чорна тура · g2 білий пішак · h2 білий пішак | f8 чорний король · b7 чорний пішак · g7 чорний пішак · h7 білий пішак · a6 чорний пішак · b5 чорний пішак · d5 чорний пішак · g3 білий король · c2 чорна тура · g2 білий пішак · h2 білий пішак | f8 чорний король · b7 чорний пішак · g7 чорний пішак · h7 білий пішак · a6 чорний пішак · b5 чорний пішак · d5 чорний пішак · g3 білий король · c2 чорна тура · g2 білий пішак · h2 білий пішак | f8 чорний король · b7 чорний пішак · g7 чорний пішак · h7 білий пішак · a6 чорний пішак · b5 чорний пішак · d5 чорний пішак · g3 білий король · c2 чорна тура · g2 білий пішак · h2 білий пішак | f8 чорний король · b7 чорний пішак · g7 чорний пішак · h7 білий пішак · a6 чорний пішак · b5 чорний пішак · d5 чорний пішак · g3 білий король · c2 чорна тура · g2 білий пішак · h2 білий пішак | f8 чорний король · b7 чорний пішак · g7 чорний пішак · h7 білий пішак · a6 чорний пішак · b5 чорний пішак · d5 чорний пішак · g3 білий король · c2 чорна тура · g2 білий пішак · h2 білий пішак | f8 чорний король · b7 чорний пішак · g7 чорний пішак · h7 білий пішак · a6 чорний пішак · b5 чорний пішак · d5 чорний пішак · g3 білий король · c2 чорна тура · g2 білий пішак · h2 білий пішак | 4 |
| 3 | f8 чорний король · b7 чорний пішак · g7 чорний пішак · h7 білий пішак · a6 чорний пішак · b5 чорний пішак · d5 чорний пішак · g3 білий король · c2 чорна тура · g2 білий пішак · h2 білий пішак | f8 чорний король · b7 чорний пішак · g7 чорний пішак · h7 білий пішак · a6 чорний пішак · b5 чорний пішак · d5 чорний пішак · g3 білий король · c2 чорна тура · g2 білий пішак · h2 білий пішак | f8 чорний король · b7 чорний пішак · g7 чорний пішак · h7 білий пішак · a6 чорний пішак · b5 чорний пішак · d5 чорний пішак · g3 білий король · c2 чорна тура · g2 білий пішак · h2 білий пішак | f8 чорний король · b7 чорний пішак · g7 чорний пішак · h7 білий пішак · a6 чорний пішак · b5 чорний пішак · d5 чорний пішак · g3 білий король · c2 чорна тура · g2 білий пішак · h2 білий пішак | f8 чорний король · b7 чорний пішак · g7 чорний пішак · h7 білий пішак · a6 чорний пішак · b5 чорний пішак · d5 чорний пішак · g3 білий король · c2 чорна тура · g2 білий пішак · h2 білий пішак | f8 чорний король · b7 чорний пішак · g7 чорний пішак · h7 білий пішак · a6 чорний пішак · b5 чорний пішак · d5 чорний пішак · g3 білий король · c2 чорна тура · g2 білий пішак · h2 білий пішак | f8 чорний король · b7 чорний пішак · g7 чорний пішак · h7 білий пішак · a6 чорний пішак · b5 чорний пішак · d5 чорний пішак · g3 білий король · c2 чорна тура · g2 білий пішак · h2 білий пішак | f8 чорний король · b7 чорний пішак · g7 чорний пішак · h7 білий пішак · a6 чорний пішак · b5 чорний пішак · d5 чорний пішак · g3 білий король · c2 чорна тура · g2 білий пішак · h2 білий пішак | 3 |
| 2 | f8 чорний король · b7 чорний пішак · g7 чорний пішак · h7 білий пішак · a6 чорний пішак · b5 чорний пішак · d5 чорний пішак · g3 білий король · c2 чорна тура · g2 білий пішак · h2 білий пішак | f8 чорний король · b7 чорний пішак · g7 чорний пішак · h7 білий пішак · a6 чорний пішак · b5 чорний пішак · d5 чорний пішак · g3 білий король · c2 чорна тура · g2 білий пішак · h2 білий пішак | f8 чорний король · b7 чорний пішак · g7 чорний пішак · h7 білий пішак · a6 чорний пішак · b5 чорний пішак · d5 чорний пішак · g3 білий король · c2 чорна тура · g2 білий пішак · h2 білий пішак | f8 чорний король · b7 чорний пішак · g7 чорний пішак · h7 білий пішак · a6 чорний пішак · b5 чорний пішак · d5 чорний пішак · g3 білий король · c2 чорна тура · g2 білий пішак · h2 білий пішак | f8 чорний король · b7 чорний пішак · g7 чорний пішак · h7 білий пішак · a6 чорний пішак · b5 чорний пішак · d5 чорний пішак · g3 білий король · c2 чорна тура · g2 білий пішак · h2 білий пішак | f8 чорний король · b7 чорний пішак · g7 чорний пішак · h7 білий пішак · a6 чорний пішак · b5 чорний пішак · d5 чорний пішак · g3 білий король · c2 чорна тура · g2 білий пішак · h2 білий пішак | f8 чорний король · b7 чорний пішак · g7 чорний пішак · h7 білий пішак · a6 чорний пішак · b5 чорний пішак · d5 чорний пішак · g3 білий король · c2 чорна тура · g2 білий пішак · h2 білий пішак | f8 чорний король · b7 чорний пішак · g7 чорний пішак · h7 білий пішак · a6 чорний пішак · b5 чорний пішак · d5 чорний пішак · g3 білий король · c2 чорна тура · g2 білий пішак · h2 білий пішак | 2 |
| 1 | f8 чорний король · b7 чорний пішак · g7 чорний пішак · h7 білий пішак · a6 чорний пішак · b5 чорний пішак · d5 чорний пішак · g3 білий король · c2 чорна тура · g2 білий пішак · h2 білий пішак | f8 чорний король · b7 чорний пішак · g7 чорний пішак · h7 білий пішак · a6 чорний пішак · b5 чорний пішак · d5 чорний пішак · g3 білий король · c2 чорна тура · g2 білий пішак · h2 білий пішак | f8 чорний король · b7 чорний пішак · g7 чорний пішак · h7 білий пішак · a6 чорний пішак · b5 чорний пішак · d5 чорний пішак · g3 білий король · c2 чорна тура · g2 білий пішак · h2 білий пішак | f8 чорний король · b7 чорний пішак · g7 чорний пішак · h7 білий пішак · a6 чорний пішак · b5 чорний пішак · d5 чорний пішак · g3 білий король · c2 чорна тура · g2 білий пішак · h2 білий пішак | f8 чорний король · b7 чорний пішак · g7 чорний пішак · h7 білий пішак · a6 чорний пішак · b5 чорний пішак · d5 чорний пішак · g3 білий король · c2 чорна тура · g2 білий пішак · h2 білий пішак | f8 чорний король · b7 чорний пішак · g7 чорний пішак · h7 білий пішак · a6 чорний пішак · b5 чорний пішак · d5 чорний пішак · g3 білий король · c2 чорна тура · g2 білий пішак · h2 білий пішак | f8 чорний король · b7 чорний пішак · g7 чорний пішак · h7 білий пішак · a6 чорний пішак · b5 чорний пішак · d5 чорний пішак · g3 білий король · c2 чорна тура · g2 білий пішак · h2 білий пішак | f8 чорний король · b7 чорний пішак · g7 чорний пішак · h7 білий пішак · a6 чорний пішак · b5 чорний пішак · d5 чорний пішак · g3 білий король · c2 чорна тура · g2 білий пішак · h2 білий пішак | 1 |
|   | a | b | c | d | e | f | g | h |   |

1... Tс3+
І тут Ласкер допустив грубу помилку, зігравши
2.Kg4?? , до виграшу  вів хід 2.Tf2 з наступним перетворенням білого пішака.
2... Tc4+ 3.Kg5 і тут чорні зробили потужний хід
3... Th4!! (напад на пішака "h7"), чорні, жертвуючи свою туру, заманюють на поле "h4" білого короля
4.K:h4 наступний хід чорних — рятівний шах:
4... g5+ 5.K:g5 Kg7
І білий пішак гине. Цей маневр увійшов в історію шахів під назвою в деяких виданнях — хід Ломана, в шаховій композиції — маневр Ломана.
Цей заманюючий маневр турою був відомий і в ХІХ столітті, але до цього часу залишався непоміченим, і активно не розроблявся шаховими композиторами.
|   | a | b | c | d | e | f | g | h |   |
| 8 | d7 біла тура · e6 білий кінь · a5 білий пішак · c5 чорний слон · h5 чорний пішак · g4 чорний король · e2 чорний пішак · f2 білий пішак · h2 білий пішак · g1 білий король | d7 біла тура · e6 білий кінь · a5 білий пішак · c5 чорний слон · h5 чорний пішак · g4 чорний король · e2 чорний пішак · f2 білий пішак · h2 білий пішак · g1 білий король | d7 біла тура · e6 білий кінь · a5 білий пішак · c5 чорний слон · h5 чорний пішак · g4 чорний король · e2 чорний пішак · f2 білий пішак · h2 білий пішак · g1 білий король | d7 біла тура · e6 білий кінь · a5 білий пішак · c5 чорний слон · h5 чорний пішак · g4 чорний король · e2 чорний пішак · f2 білий пішак · h2 білий пішак · g1 білий король | d7 біла тура · e6 білий кінь · a5 білий пішак · c5 чорний слон · h5 чорний пішак · g4 чорний король · e2 чорний пішак · f2 білий пішак · h2 білий пішак · g1 білий король | d7 біла тура · e6 білий кінь · a5 білий пішак · c5 чорний слон · h5 чорний пішак · g4 чорний король · e2 чорний пішак · f2 білий пішак · h2 білий пішак · g1 білий король | d7 біла тура · e6 білий кінь · a5 білий пішак · c5 чорний слон · h5 чорний пішак · g4 чорний король · e2 чорний пішак · f2 білий пішак · h2 білий пішак · g1 білий король | d7 біла тура · e6 білий кінь · a5 білий пішак · c5 чорний слон · h5 чорний пішак · g4 чорний король · e2 чорний пішак · f2 білий пішак · h2 білий пішак · g1 білий король | 8 |
| 7 | d7 біла тура · e6 білий кінь · a5 білий пішак · c5 чорний слон · h5 чорний пішак · g4 чорний король · e2 чорний пішак · f2 білий пішак · h2 білий пішак · g1 білий король | d7 біла тура · e6 білий кінь · a5 білий пішак · c5 чорний слон · h5 чорний пішак · g4 чорний король · e2 чорний пішак · f2 білий пішак · h2 білий пішак · g1 білий король | d7 біла тура · e6 білий кінь · a5 білий пішак · c5 чорний слон · h5 чорний пішак · g4 чорний король · e2 чорний пішак · f2 білий пішак · h2 білий пішак · g1 білий король | d7 біла тура · e6 білий кінь · a5 білий пішак · c5 чорний слон · h5 чорний пішак · g4 чорний король · e2 чорний пішак · f2 білий пішак · h2 білий пішак · g1 білий король | d7 біла тура · e6 білий кінь · a5 білий пішак · c5 чорний слон · h5 чорний пішак · g4 чорний король · e2 чорний пішак · f2 білий пішак · h2 білий пішак · g1 білий король | d7 біла тура · e6 білий кінь · a5 білий пішак · c5 чорний слон · h5 чорний пішак · g4 чорний король · e2 чорний пішак · f2 білий пішак · h2 білий пішак · g1 білий король | d7 біла тура · e6 білий кінь · a5 білий пішак · c5 чорний слон · h5 чорний пішак · g4 чорний король · e2 чорний пішак · f2 білий пішак · h2 білий пішак · g1 білий король | d7 біла тура · e6 білий кінь · a5 білий пішак · c5 чорний слон · h5 чорний пішак · g4 чорний король · e2 чорний пішак · f2 білий пішак · h2 білий пішак · g1 білий король | 7 |
| 6 | d7 біла тура · e6 білий кінь · a5 білий пішак · c5 чорний слон · h5 чорний пішак · g4 чорний король · e2 чорний пішак · f2 білий пішак · h2 білий пішак · g1 білий король | d7 біла тура · e6 білий кінь · a5 білий пішак · c5 чорний слон · h5 чорний пішак · g4 чорний король · e2 чорний пішак · f2 білий пішак · h2 білий пішак · g1 білий король | d7 біла тура · e6 білий кінь · a5 білий пішак · c5 чорний слон · h5 чорний пішак · g4 чорний король · e2 чорний пішак · f2 білий пішак · h2 білий пішак · g1 білий король | d7 біла тура · e6 білий кінь · a5 білий пішак · c5 чорний слон · h5 чорний пішак · g4 чорний король · e2 чорний пішак · f2 білий пішак · h2 білий пішак · g1 білий король | d7 біла тура · e6 білий кінь · a5 білий пішак · c5 чорний слон · h5 чорний пішак · g4 чорний король · e2 чорний пішак · f2 білий пішак · h2 білий пішак · g1 білий король | d7 біла тура · e6 білий кінь · a5 білий пішак · c5 чорний слон · h5 чорний пішак · g4 чорний король · e2 чорний пішак · f2 білий пішак · h2 білий пішак · g1 білий король | d7 біла тура · e6 білий кінь · a5 білий пішак · c5 чорний слон · h5 чорний пішак · g4 чорний король · e2 чорний пішак · f2 білий пішак · h2 білий пішак · g1 білий король | d7 біла тура · e6 білий кінь · a5 білий пішак · c5 чорний слон · h5 чорний пішак · g4 чорний король · e2 чорний пішак · f2 білий пішак · h2 білий пішак · g1 білий король | 6 |
| 5 | d7 біла тура · e6 білий кінь · a5 білий пішак · c5 чорний слон · h5 чорний пішак · g4 чорний король · e2 чорний пішак · f2 білий пішак · h2 білий пішак · g1 білий король | d7 біла тура · e6 білий кінь · a5 білий пішак · c5 чорний слон · h5 чорний пішак · g4 чорний король · e2 чорний пішак · f2 білий пішак · h2 білий пішак · g1 білий король | d7 біла тура · e6 білий кінь · a5 білий пішак · c5 чорний слон · h5 чорний пішак · g4 чорний король · e2 чорний пішак · f2 білий пішак · h2 білий пішак · g1 білий король | d7 біла тура · e6 білий кінь · a5 білий пішак · c5 чорний слон · h5 чорний пішак · g4 чорний король · e2 чорний пішак · f2 білий пішак · h2 білий пішак · g1 білий король | d7 біла тура · e6 білий кінь · a5 білий пішак · c5 чорний слон · h5 чорний пішак · g4 чорний король · e2 чорний пішак · f2 білий пішак · h2 білий пішак · g1 білий король | d7 біла тура · e6 білий кінь · a5 білий пішак · c5 чорний слон · h5 чорний пішак · g4 чорний король · e2 чорний пішак · f2 білий пішак · h2 білий пішак · g1 білий король | d7 біла тура · e6 білий кінь · a5 білий пішак · c5 чорний слон · h5 чорний пішак · g4 чорний король · e2 чорний пішак · f2 білий пішак · h2 білий пішак · g1 білий король | d7 біла тура · e6 білий кінь · a5 білий пішак · c5 чорний слон · h5 чорний пішак · g4 чорний король · e2 чорний пішак · f2 білий пішак · h2 білий пішак · g1 білий король | 5 |
| 4 | d7 біла тура · e6 білий кінь · a5 білий пішак · c5 чорний слон · h5 чорний пішак · g4 чорний король · e2 чорний пішак · f2 білий пішак · h2 білий пішак · g1 білий король | d7 біла тура · e6 білий кінь · a5 білий пішак · c5 чорний слон · h5 чорний пішак · g4 чорний король · e2 чорний пішак · f2 білий пішак · h2 білий пішак · g1 білий король | d7 біла тура · e6 білий кінь · a5 білий пішак · c5 чорний слон · h5 чорний пішак · g4 чорний король · e2 чорний пішак · f2 білий пішак · h2 білий пішак · g1 білий король | d7 біла тура · e6 білий кінь · a5 білий пішак · c5 чорний слон · h5 чорний пішак · g4 чорний король · e2 чорний пішак · f2 білий пішак · h2 білий пішак · g1 білий король | d7 біла тура · e6 білий кінь · a5 білий пішак · c5 чорний слон · h5 чорний пішак · g4 чорний король · e2 чорний пішак · f2 білий пішак · h2 білий пішак · g1 білий король | d7 біла тура · e6 білий кінь · a5 білий пішак · c5 чорний слон · h5 чорний пішак · g4 чорний король · e2 чорний пішак · f2 білий пішак · h2 білий пішак · g1 білий король | d7 біла тура · e6 білий кінь · a5 білий пішак · c5 чорний слон · h5 чорний пішак · g4 чорний король · e2 чорний пішак · f2 білий пішак · h2 білий пішак · g1 білий король | d7 біла тура · e6 білий кінь · a5 білий пішак · c5 чорний слон · h5 чорний пішак · g4 чорний король · e2 чорний пішак · f2 білий пішак · h2 білий пішак · g1 білий король | 4 |
| 3 | d7 біла тура · e6 білий кінь · a5 білий пішак · c5 чорний слон · h5 чорний пішак · g4 чорний король · e2 чорний пішак · f2 білий пішак · h2 білий пішак · g1 білий король | d7 біла тура · e6 білий кінь · a5 білий пішак · c5 чорний слон · h5 чорний пішак · g4 чорний король · e2 чорний пішак · f2 білий пішак · h2 білий пішак · g1 білий король | d7 біла тура · e6 білий кінь · a5 білий пішак · c5 чорний слон · h5 чорний пішак · g4 чорний король · e2 чорний пішак · f2 білий пішак · h2 білий пішак · g1 білий король | d7 біла тура · e6 білий кінь · a5 білий пішак · c5 чорний слон · h5 чорний пішак · g4 чорний король · e2 чорний пішак · f2 білий пішак · h2 білий пішак · g1 білий король | d7 біла тура · e6 білий кінь · a5 білий пішак · c5 чорний слон · h5 чорний пішак · g4 чорний король · e2 чорний пішак · f2 білий пішак · h2 білий пішак · g1 білий король | d7 біла тура · e6 білий кінь · a5 білий пішак · c5 чорний слон · h5 чорний пішак · g4 чорний король · e2 чорний пішак · f2 білий пішак · h2 білий пішак · g1 білий король | d7 біла тура · e6 білий кінь · a5 білий пішак · c5 чорний слон · h5 чорний пішак · g4 чорний король · e2 чорний пішак · f2 білий пішак · h2 білий пішак · g1 білий король | d7 біла тура · e6 білий кінь · a5 білий пішак · c5 чорний слон · h5 чорний пішак · g4 чорний король · e2 чорний пішак · f2 білий пішак · h2 білий пішак · g1 білий король | 3 |
| 2 | d7 біла тура · e6 білий кінь · a5 білий пішак · c5 чорний слон · h5 чорний пішак · g4 чорний король · e2 чорний пішак · f2 білий пішак · h2 білий пішак · g1 білий король | d7 біла тура · e6 білий кінь · a5 білий пішак · c5 чорний слон · h5 чорний пішак · g4 чорний король · e2 чорний пішак · f2 білий пішак · h2 білий пішак · g1 білий король | d7 біла тура · e6 білий кінь · a5 білий пішак · c5 чорний слон · h5 чорний пішак · g4 чорний король · e2 чорний пішак · f2 білий пішак · h2 білий пішак · g1 білий король | d7 біла тура · e6 білий кінь · a5 білий пішак · c5 чорний слон · h5 чорний пішак · g4 чорний король · e2 чорний пішак · f2 білий пішак · h2 білий пішак · g1 білий король | d7 біла тура · e6 білий кінь · a5 білий пішак · c5 чорний слон · h5 чорний пішак · g4 чорний король · e2 чорний пішак · f2 білий пішак · h2 білий пішак · g1 білий король | d7 біла тура · e6 білий кінь · a5 білий пішак · c5 чорний слон · h5 чорний пішак · g4 чорний король · e2 чорний пішак · f2 білий пішак · h2 білий пішак · g1 білий король | d7 біла тура · e6 білий кінь · a5 білий пішак · c5 чорний слон · h5 чорний пішак · g4 чорний король · e2 чорний пішак · f2 білий пішак · h2 білий пішак · g1 білий король | d7 біла тура · e6 білий кінь · a5 білий пішак · c5 чорний слон · h5 чорний пішак · g4 чорний король · e2 чорний пішак · f2 білий пішак · h2 білий пішак · g1 білий король | 2 |
| 1 | d7 біла тура · e6 білий кінь · a5 білий пішак · c5 чорний слон · h5 чорний пішак · g4 чорний король · e2 чорний пішак · f2 білий пішак · h2 білий пішак · g1 білий король | d7 біла тура · e6 білий кінь · a5 білий пішак · c5 чорний слон · h5 чорний пішак · g4 чорний король · e2 чорний пішак · f2 білий пішак · h2 білий пішак · g1 білий король | d7 біла тура · e6 білий кінь · a5 білий пішак · c5 чорний слон · h5 чорний пішак · g4 чорний король · e2 чорний пішак · f2 білий пішак · h2 білий пішак · g1 білий король | d7 біла тура · e6 білий кінь · a5 білий пішак · c5 чорний слон · h5 чорний пішак · g4 чорний король · e2 чорний пішак · f2 білий пішак · h2 білий пішак · g1 білий король | d7 біла тура · e6 білий кінь · a5 білий пішак · c5 чорний слон · h5 чорний пішак · g4 чорний король · e2 чорний пішак · f2 білий пішак · h2 білий пішак · g1 білий король | d7 біла тура · e6 білий кінь · a5 білий пішак · c5 чорний слон · h5 чорний пішак · g4 чорний король · e2 чорний пішак · f2 білий пішак · h2 білий пішак · g1 білий король | d7 біла тура · e6 білий кінь · a5 білий пішак · c5 чорний слон · h5 чорний пішак · g4 чорний король · e2 чорний пішак · f2 білий пішак · h2 білий пішак · g1 білий король | d7 біла тура · e6 білий кінь · a5 білий пішак · c5 чорний слон · h5 чорний пішак · g4 чорний король · e2 чорний пішак · f2 білий пішак · h2 білий пішак · g1 білий король | 1 |
|   | a | b | c | d | e | f | g | h |   |

FEN: 8/3R4/4N3/P1b4p/6k1/8/4pP1P/6K1

1.h3! Kf5! (1... Kxh3?? 2.Sf4+!)
2.Sd4+ Bxd4 3.Re7 Be5, але...
4.Rxe5+! Kxe5 5.f4+ ~ 6.Kf2
Білі виграють.

## Подвоєння маневру
|   | a | b | c | d | e | f | g | h |   |
| 8 | a7 чорний пішак · a6 чорний король · b6 чорний пішак · c6 чорний пішак · g5 біла тура · b4 білий пішак · g4 білий пішак · b2 чорний пішак · c2 білий пішак · d2 білий пішак · g2 білий пішак · d1 білий король | a7 чорний пішак · a6 чорний король · b6 чорний пішак · c6 чорний пішак · g5 біла тура · b4 білий пішак · g4 білий пішак · b2 чорний пішак · c2 білий пішак · d2 білий пішак · g2 білий пішак · d1 білий король | a7 чорний пішак · a6 чорний король · b6 чорний пішак · c6 чорний пішак · g5 біла тура · b4 білий пішак · g4 білий пішак · b2 чорний пішак · c2 білий пішак · d2 білий пішак · g2 білий пішак · d1 білий король | a7 чорний пішак · a6 чорний король · b6 чорний пішак · c6 чорний пішак · g5 біла тура · b4 білий пішак · g4 білий пішак · b2 чорний пішак · c2 білий пішак · d2 білий пішак · g2 білий пішак · d1 білий король | a7 чорний пішак · a6 чорний король · b6 чорний пішак · c6 чорний пішак · g5 біла тура · b4 білий пішак · g4 білий пішак · b2 чорний пішак · c2 білий пішак · d2 білий пішак · g2 білий пішак · d1 білий король | a7 чорний пішак · a6 чорний король · b6 чорний пішак · c6 чорний пішак · g5 біла тура · b4 білий пішак · g4 білий пішак · b2 чорний пішак · c2 білий пішак · d2 білий пішак · g2 білий пішак · d1 білий король | a7 чорний пішак · a6 чорний король · b6 чорний пішак · c6 чорний пішак · g5 біла тура · b4 білий пішак · g4 білий пішак · b2 чорний пішак · c2 білий пішак · d2 білий пішак · g2 білий пішак · d1 білий король | a7 чорний пішак · a6 чорний король · b6 чорний пішак · c6 чорний пішак · g5 біла тура · b4 білий пішак · g4 білий пішак · b2 чорний пішак · c2 білий пішак · d2 білий пішак · g2 білий пішак · d1 білий король | 8 |
| 7 | a7 чорний пішак · a6 чорний король · b6 чорний пішак · c6 чорний пішак · g5 біла тура · b4 білий пішак · g4 білий пішак · b2 чорний пішак · c2 білий пішак · d2 білий пішак · g2 білий пішак · d1 білий король | a7 чорний пішак · a6 чорний король · b6 чорний пішак · c6 чорний пішак · g5 біла тура · b4 білий пішак · g4 білий пішак · b2 чорний пішак · c2 білий пішак · d2 білий пішак · g2 білий пішак · d1 білий король | a7 чорний пішак · a6 чорний король · b6 чорний пішак · c6 чорний пішак · g5 біла тура · b4 білий пішак · g4 білий пішак · b2 чорний пішак · c2 білий пішак · d2 білий пішак · g2 білий пішак · d1 білий король | a7 чорний пішак · a6 чорний король · b6 чорний пішак · c6 чорний пішак · g5 біла тура · b4 білий пішак · g4 білий пішак · b2 чорний пішак · c2 білий пішак · d2 білий пішак · g2 білий пішак · d1 білий король | a7 чорний пішак · a6 чорний король · b6 чорний пішак · c6 чорний пішак · g5 біла тура · b4 білий пішак · g4 білий пішак · b2 чорний пішак · c2 білий пішак · d2 білий пішак · g2 білий пішак · d1 білий король | a7 чорний пішак · a6 чорний король · b6 чорний пішак · c6 чорний пішак · g5 біла тура · b4 білий пішак · g4 білий пішак · b2 чорний пішак · c2 білий пішак · d2 білий пішак · g2 білий пішак · d1 білий король | a7 чорний пішак · a6 чорний король · b6 чорний пішак · c6 чорний пішак · g5 біла тура · b4 білий пішак · g4 білий пішак · b2 чорний пішак · c2 білий пішак · d2 білий пішак · g2 білий пішак · d1 білий король | a7 чорний пішак · a6 чорний король · b6 чорний пішак · c6 чорний пішак · g5 біла тура · b4 білий пішак · g4 білий пішак · b2 чорний пішак · c2 білий пішак · d2 білий пішак · g2 білий пішак · d1 білий король | 7 |
| 6 | a7 чорний пішак · a6 чорний король · b6 чорний пішак · c6 чорний пішак · g5 біла тура · b4 білий пішак · g4 білий пішак · b2 чорний пішак · c2 білий пішак · d2 білий пішак · g2 білий пішак · d1 білий король | a7 чорний пішак · a6 чорний король · b6 чорний пішак · c6 чорний пішак · g5 біла тура · b4 білий пішак · g4 білий пішак · b2 чорний пішак · c2 білий пішак · d2 білий пішак · g2 білий пішак · d1 білий король | a7 чорний пішак · a6 чорний король · b6 чорний пішак · c6 чорний пішак · g5 біла тура · b4 білий пішак · g4 білий пішак · b2 чорний пішак · c2 білий пішак · d2 білий пішак · g2 білий пішак · d1 білий король | a7 чорний пішак · a6 чорний король · b6 чорний пішак · c6 чорний пішак · g5 біла тура · b4 білий пішак · g4 білий пішак · b2 чорний пішак · c2 білий пішак · d2 білий пішак · g2 білий пішак · d1 білий король | a7 чорний пішак · a6 чорний король · b6 чорний пішак · c6 чорний пішак · g5 біла тура · b4 білий пішак · g4 білий пішак · b2 чорний пішак · c2 білий пішак · d2 білий пішак · g2 білий пішак · d1 білий король | a7 чорний пішак · a6 чорний король · b6 чорний пішак · c6 чорний пішак · g5 біла тура · b4 білий пішак · g4 білий пішак · b2 чорний пішак · c2 білий пішак · d2 білий пішак · g2 білий пішак · d1 білий король | a7 чорний пішак · a6 чорний король · b6 чорний пішак · c6 чорний пішак · g5 біла тура · b4 білий пішак · g4 білий пішак · b2 чорний пішак · c2 білий пішак · d2 білий пішак · g2 білий пішак · d1 білий король | a7 чорний пішак · a6 чорний король · b6 чорний пішак · c6 чорний пішак · g5 біла тура · b4 білий пішак · g4 білий пішак · b2 чорний пішак · c2 білий пішак · d2 білий пішак · g2 білий пішак · d1 білий король | 6 |
| 5 | a7 чорний пішак · a6 чорний король · b6 чорний пішак · c6 чорний пішак · g5 біла тура · b4 білий пішак · g4 білий пішак · b2 чорний пішак · c2 білий пішак · d2 білий пішак · g2 білий пішак · d1 білий король | a7 чорний пішак · a6 чорний король · b6 чорний пішак · c6 чорний пішак · g5 біла тура · b4 білий пішак · g4 білий пішак · b2 чорний пішак · c2 білий пішак · d2 білий пішак · g2 білий пішак · d1 білий король | a7 чорний пішак · a6 чорний король · b6 чорний пішак · c6 чорний пішак · g5 біла тура · b4 білий пішак · g4 білий пішак · b2 чорний пішак · c2 білий пішак · d2 білий пішак · g2 білий пішак · d1 білий король | a7 чорний пішак · a6 чорний король · b6 чорний пішак · c6 чорний пішак · g5 біла тура · b4 білий пішак · g4 білий пішак · b2 чорний пішак · c2 білий пішак · d2 білий пішак · g2 білий пішак · d1 білий король | a7 чорний пішак · a6 чорний король · b6 чорний пішак · c6 чорний пішак · g5 біла тура · b4 білий пішак · g4 білий пішак · b2 чорний пішак · c2 білий пішак · d2 білий пішак · g2 білий пішак · d1 білий король | a7 чорний пішак · a6 чорний король · b6 чорний пішак · c6 чорний пішак · g5 біла тура · b4 білий пішак · g4 білий пішак · b2 чорний пішак · c2 білий пішак · d2 білий пішак · g2 білий пішак · d1 білий король | a7 чорний пішак · a6 чорний король · b6 чорний пішак · c6 чорний пішак · g5 біла тура · b4 білий пішак · g4 білий пішак · b2 чорний пішак · c2 білий пішак · d2 білий пішак · g2 білий пішак · d1 білий король | a7 чорний пішак · a6 чорний король · b6 чорний пішак · c6 чорний пішак · g5 біла тура · b4 білий пішак · g4 білий пішак · b2 чорний пішак · c2 білий пішак · d2 білий пішак · g2 білий пішак · d1 білий король | 5 |
| 4 | a7 чорний пішак · a6 чорний король · b6 чорний пішак · c6 чорний пішак · g5 біла тура · b4 білий пішак · g4 білий пішак · b2 чорний пішак · c2 білий пішак · d2 білий пішак · g2 білий пішак · d1 білий король | a7 чорний пішак · a6 чорний король · b6 чорний пішак · c6 чорний пішак · g5 біла тура · b4 білий пішак · g4 білий пішак · b2 чорний пішак · c2 білий пішак · d2 білий пішак · g2 білий пішак · d1 білий король | a7 чорний пішак · a6 чорний король · b6 чорний пішак · c6 чорний пішак · g5 біла тура · b4 білий пішак · g4 білий пішак · b2 чорний пішак · c2 білий пішак · d2 білий пішак · g2 білий пішак · d1 білий король | a7 чорний пішак · a6 чорний король · b6 чорний пішак · c6 чорний пішак · g5 біла тура · b4 білий пішак · g4 білий пішак · b2 чорний пішак · c2 білий пішак · d2 білий пішак · g2 білий пішак · d1 білий король | a7 чорний пішак · a6 чорний король · b6 чорний пішак · c6 чорний пішак · g5 біла тура · b4 білий пішак · g4 білий пішак · b2 чорний пішак · c2 білий пішак · d2 білий пішак · g2 білий пішак · d1 білий король | a7 чорний пішак · a6 чорний король · b6 чорний пішак · c6 чорний пішак · g5 біла тура · b4 білий пішак · g4 білий пішак · b2 чорний пішак · c2 білий пішак · d2 білий пішак · g2 білий пішак · d1 білий король | a7 чорний пішак · a6 чорний король · b6 чорний пішак · c6 чорний пішак · g5 біла тура · b4 білий пішак · g4 білий пішак · b2 чорний пішак · c2 білий пішак · d2 білий пішак · g2 білий пішак · d1 білий король | a7 чорний пішак · a6 чорний король · b6 чорний пішак · c6 чорний пішак · g5 біла тура · b4 білий пішак · g4 білий пішак · b2 чорний пішак · c2 білий пішак · d2 білий пішак · g2 білий пішак · d1 білий король | 4 |
| 3 | a7 чорний пішак · a6 чорний король · b6 чорний пішак · c6 чорний пішак · g5 біла тура · b4 білий пішак · g4 білий пішак · b2 чорний пішак · c2 білий пішак · d2 білий пішак · g2 білий пішак · d1 білий король | a7 чорний пішак · a6 чорний король · b6 чорний пішак · c6 чорний пішак · g5 біла тура · b4 білий пішак · g4 білий пішак · b2 чорний пішак · c2 білий пішак · d2 білий пішак · g2 білий пішак · d1 білий король | a7 чорний пішак · a6 чорний король · b6 чорний пішак · c6 чорний пішак · g5 біла тура · b4 білий пішак · g4 білий пішак · b2 чорний пішак · c2 білий пішак · d2 білий пішак · g2 білий пішак · d1 білий король | a7 чорний пішак · a6 чорний король · b6 чорний пішак · c6 чорний пішак · g5 біла тура · b4 білий пішак · g4 білий пішак · b2 чорний пішак · c2 білий пішак · d2 білий пішак · g2 білий пішак · d1 білий король | a7 чорний пішак · a6 чорний король · b6 чорний пішак · c6 чорний пішак · g5 біла тура · b4 білий пішак · g4 білий пішак · b2 чорний пішак · c2 білий пішак · d2 білий пішак · g2 білий пішак · d1 білий король | a7 чорний пішак · a6 чорний король · b6 чорний пішак · c6 чорний пішак · g5 біла тура · b4 білий пішак · g4 білий пішак · b2 чорний пішак · c2 білий пішак · d2 білий пішак · g2 білий пішак · d1 білий король | a7 чорний пішак · a6 чорний король · b6 чорний пішак · c6 чорний пішак · g5 біла тура · b4 білий пішак · g4 білий пішак · b2 чорний пішак · c2 білий пішак · d2 білий пішак · g2 білий пішак · d1 білий король | a7 чорний пішак · a6 чорний король · b6 чорний пішак · c6 чорний пішак · g5 біла тура · b4 білий пішак · g4 білий пішак · b2 чорний пішак · c2 білий пішак · d2 білий пішак · g2 білий пішак · d1 білий король | 3 |
| 2 | a7 чорний пішак · a6 чорний король · b6 чорний пішак · c6 чорний пішак · g5 біла тура · b4 білий пішак · g4 білий пішак · b2 чорний пішак · c2 білий пішак · d2 білий пішак · g2 білий пішак · d1 білий король | a7 чорний пішак · a6 чорний король · b6 чорний пішак · c6 чорний пішак · g5 біла тура · b4 білий пішак · g4 білий пішак · b2 чорний пішак · c2 білий пішак · d2 білий пішак · g2 білий пішак · d1 білий король | a7 чорний пішак · a6 чорний король · b6 чорний пішак · c6 чорний пішак · g5 біла тура · b4 білий пішак · g4 білий пішак · b2 чорний пішак · c2 білий пішак · d2 білий пішак · g2 білий пішак · d1 білий король | a7 чорний пішак · a6 чорний король · b6 чорний пішак · c6 чорний пішак · g5 біла тура · b4 білий пішак · g4 білий пішак · b2 чорний пішак · c2 білий пішак · d2 білий пішак · g2 білий пішак · d1 білий король | a7 чорний пішак · a6 чорний король · b6 чорний пішак · c6 чорний пішак · g5 біла тура · b4 білий пішак · g4 білий пішак · b2 чорний пішак · c2 білий пішак · d2 білий пішак · g2 білий пішак · d1 білий король | a7 чорний пішак · a6 чорний король · b6 чорний пішак · c6 чорний пішак · g5 біла тура · b4 білий пішак · g4 білий пішак · b2 чорний пішак · c2 білий пішак · d2 білий пішак · g2 білий пішак · d1 білий король | a7 чорний пішак · a6 чорний король · b6 чорний пішак · c6 чорний пішак · g5 біла тура · b4 білий пішак · g4 білий пішак · b2 чорний пішак · c2 білий пішак · d2 білий пішак · g2 білий пішак · d1 білий король | a7 чорний пішак · a6 чорний король · b6 чорний пішак · c6 чорний пішак · g5 біла тура · b4 білий пішак · g4 білий пішак · b2 чорний пішак · c2 білий пішак · d2 білий пішак · g2 білий пішак · d1 білий король | 2 |
| 1 | a7 чорний пішак · a6 чорний король · b6 чорний пішак · c6 чорний пішак · g5 біла тура · b4 білий пішак · g4 білий пішак · b2 чорний пішак · c2 білий пішак · d2 білий пішак · g2 білий пішак · d1 білий король | a7 чорний пішак · a6 чорний король · b6 чорний пішак · c6 чорний пішак · g5 біла тура · b4 білий пішак · g4 білий пішак · b2 чорний пішак · c2 білий пішак · d2 білий пішак · g2 білий пішак · d1 білий король | a7 чорний пішак · a6 чорний король · b6 чорний пішак · c6 чорний пішак · g5 біла тура · b4 білий пішак · g4 білий пішак · b2 чорний пішак · c2 білий пішак · d2 білий пішак · g2 білий пішак · d1 білий король | a7 чорний пішак · a6 чорний король · b6 чорний пішак · c6 чорний пішак · g5 біла тура · b4 білий пішак · g4 білий пішак · b2 чорний пішак · c2 білий пішак · d2 білий пішак · g2 білий пішак · d1 білий король | a7 чорний пішак · a6 чорний король · b6 чорний пішак · c6 чорний пішак · g5 біла тура · b4 білий пішак · g4 білий пішак · b2 чорний пішак · c2 білий пішак · d2 білий пішак · g2 білий пішак · d1 білий король | a7 чорний пішак · a6 чорний король · b6 чорний пішак · c6 чорний пішак · g5 біла тура · b4 білий пішак · g4 білий пішак · b2 чорний пішак · c2 білий пішак · d2 білий пішак · g2 білий пішак · d1 білий король | a7 чорний пішак · a6 чорний король · b6 чорний пішак · c6 чорний пішак · g5 біла тура · b4 білий пішак · g4 білий пішак · b2 чорний пішак · c2 білий пішак · d2 білий пішак · g2 білий пішак · d1 білий король | a7 чорний пішак · a6 чорний король · b6 чорний пішак · c6 чорний пішак · g5 біла тура · b4 білий пішак · g4 білий пішак · b2 чорний пішак · c2 білий пішак · d2 білий пішак · g2 білий пішак · d1 білий король | 1 |
|   | a | b | c | d | e | f | g | h |   |

1.b5+! Kb7 (якщо 1... cb?, то тура заманює чорного короля на поле «b5» 2.T:b5!)
2.bc+ K:c6 3.Tb5! (знову біла тура заманює чорного короля на поле «b5»)
3... K:b5 4.c4+ Kb4
5.Kc2 Ka3 6.Kb1 Kb3 7.c5! a5 8.cb
Виграш.

В цьому етюді двічі біла тура заманювала чорного короля на поле «b5», двічі проходив маневр Ломана.